# Kanal ob Soči
Kanal ob Soči (em italiano:  Canale d'Isonzo; em alemão:  Kanalburg) é um município da Eslovênia. A sede do município fica na localidade de Kanal.